# Nils Svensson i Olseröd
Nils Svensson (i riksdagen kallad Svensson i Olseröd), född 13 februari 1844 i Maglehems församling, Kristianstads län, död där 9 december 1918, var en svensk hemmansägare och riksdagsman.
Svensson var ägare till ett hemman i Olseröd i Maglehems socken. Han var i riksdagen ledamot av andra kammaren åren 1892–1908, invald i Gärds och Albo domsagas valkrets.